# Fatwa sullo sciismo di al-Azhar
La Fatwa sullo sciismo di al-Azhar (in arabo فتوى شلتوت‎?, Fatwā Shaltūt, ossia "La fatwa di Shaltūt") è una fatwā emessa nel 1959 dal Grande Imam di al-Azhar Muḥammad Shaltūt e riguardante le relazioni tra le due diverse espressioni dell'Islam: quella del sunnismo e quella dello sciismo. 
Sotto la guida di Shaltūt, le relazioni tra sunnismo e sciismo conobbero infatti un fondamentale momento di intesa,
grazie ai fruttuosi colloqui che il Grande Imam aveva intrattenuto con il Grande Ayatollah iraniano Sayyid Hossein Tabataba'i Borujerdi.
La Fatwa di Shaltūt fu infatti il risultato di una lunga serie di colloqui che comportarono una positiva collaborazione dottrinaria nell'ambito della "Dār al-Taqrīb al-Madhāhib al-Islāmiyya" (Casa dell'avvicinamento tra le scuole giuridiche islamiche), sorta per precisa volontà dei due grandi ʿulamāʾ musulmani.

Il fine dell'intesa era di creare un deciso legame tra le varie scuole giuridiche islamiche e di avviare rapporti di mutuo rispetto, allontanando il pericolo di reciproca scomunica e di disconoscimento di islamicità, nell'accettazione dell'importante ruolo svolto nei secoli dal sunnismo e dallo sciismo nello sviluppo del pensiero islamico. 
Tuttavia, malgrado l'ecumenicità della Fatwa, voluta da Shaltūt mentre occupava il posto di massimo rilievo religioso e spirituale del mondo sunnita, non fu istituita ad al-Azhar alcuna cattedra d'insegnamento di Fiqh giafarita, diminuendo non poco la portata "rivoluzionaria" dell'intesa, che comunque rimane un saldo pilastro del pensiero islamico, ostile alle contrapposizioni (violente o meno) e all'antagonismo dottrinario.
La fatwa, riconosceva come "islamiche" le scuole giuridiche dello sciismo giafarita e alawita e quella dei Drusi, malgrado il sunnismo le avesse giudicate, per lunghi secoli, nel caso migliore "gravemente in errore" e, in quello peggiore, decisamente eretiche e addirittura idolatriche. A questo riconoscimento sembra non fosse estranea la volontà politica del Presidente egiziano Gamal Abd el-Nasser che in tal modo intendeva forse rafforzare il proprio carisma politico all'interno di tutto il mondo arabo, a prescindere dalla fede sunnita o sciita delle sue popolazioni.
Nel 2012, a causa del crescente Salafismo all'interno di al-Azhar, il Preside della Facoltà di Studi Islamici emise una fatwa in cui si opponeva fortemente alla fatwa del 1959. Essa proibiva (nei forti limiti della scarsa cogenza di qualsiasi fatwa) di operare in base alla tradizione giuridica sciita e condannava come "eretico" chiunque avesse insultato le vedove o i Compagni di Maometto
Vi fu anche una pubblicazione di al-Azhar di condanna dello sciismo.